# Coenobita
Coenobita és un gènere de crustacis decàpodes de l'infraordre Bracyura. Es tracta de bernats ermitans terrestres majoritàriament de la regió Indo-Pacífica.

## Ecologia
Les espècies de Coenobita transporten aigua en les closques de gastròpodes què habiten i d'aquesta manera poden estar fora de l'aigua molt de temps.

## Distribució
La majoria d'espècies, excepte tres, es troben a la regió Indo-Pacífica. Les altres tres espècies es troben, una espècie a Àfrica occidental, una espècie a l'oest de l'oceà Atlàntic i una espècie a Amèrica, a l'oceà Pacífic.

## Taxonomia
El gènere Coenobita conté 16 espècies:
| Espècie                 | Autoritat        | Any  | Distribució              |
| ----------------------- | ---------------- | ---- | ------------------------ |
| Coenobita brevimanus    | Dana             | 1852 | Indo-Pacífic             |
| Coenobita carnescens    | Dana             | 1851 | Oceà Pacífic             |
| Coenobita cavipes       | Stimpson         | 1858 | Indo-Pacífic             |
| Coenobita clypeatus     | (Fabricius)      | 1787 | Oceà Atlàntic Occidental |
| Coenobita compressus    | H. Milne-Edwards | 1836 | Pacífic Oriental         |
| Coenobita longitarsis   | De Man           | 1902 | Índies Occidentals       |
| Coenobita olivieri      | Owen             | 1839 | Oceà Pacífic             |
| Coenobita perlatus      | H. Milne-Edwards | 1837 | Indo-Pacific             |
| Coenobita pseudorugosus | Nakasone         | 1988 | Indo-Pacific             |
| Coenobita purpureus     | Stimpson         | 1858 | Japó                     |
| Coenobita rubescens     | Greeff           | 1884 | Àfrica                   |
| Coenobita rugosus       | H. Milne-Edwards | 1837 | Indo-Pacific             |
| Coenobita scaevola      | (Forskål)        | 1775 | Oceà Índic, Mar Roig     |
| Coenobita spinosus      | H. Milne-Edwards | 1837 | Polinèsia & Austràlia    |
| Coenobita variabilis    | McCulloch        | 1909 | Austràlia                |
| Coenobita violascens    | Heller           | 1862 | Oceà Pacífic             |

Coenobita està estretament relacionat amb el cranc dels cocoters, Birgus latro, tots dos formen la família Coenobitidae. El nom de Coenobita va ser encunyat per Pierre André Latreille el 1829, a partir de la paraula del Llatí eclesiàstic, que derivava del grec χοινόβιον, que significa "monjo"; malgrat que acabi en vocal aquest gènere és masculí.